# Pierwszy Korpus Armii Tennessee
Pierwszy Korpus Armii Tennessee (ang. First Corps, Army of Tennessee) – wchodził w skład konfederackiej Armii Tennessee. Utworzony w roku 1862 funkcjonował aż do kwietnia 1865, kiedy poddał się w Karolinie Północnej. Był znany także jako Korpus Polka, Korpus Hardee'ego lub Korpus Cheathama.

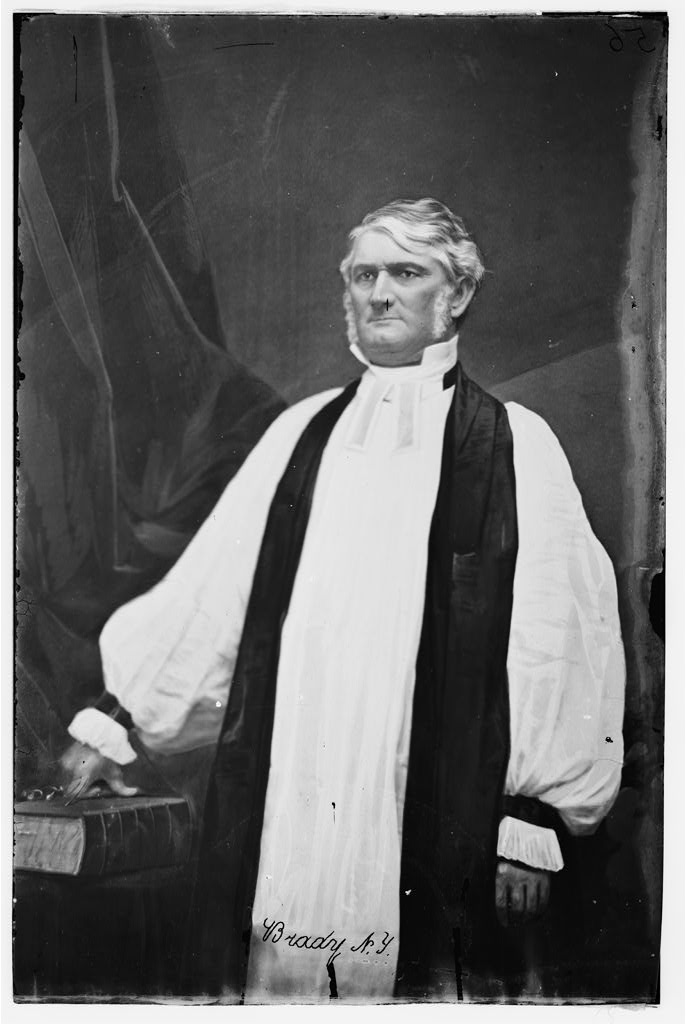
Leonidas Polk
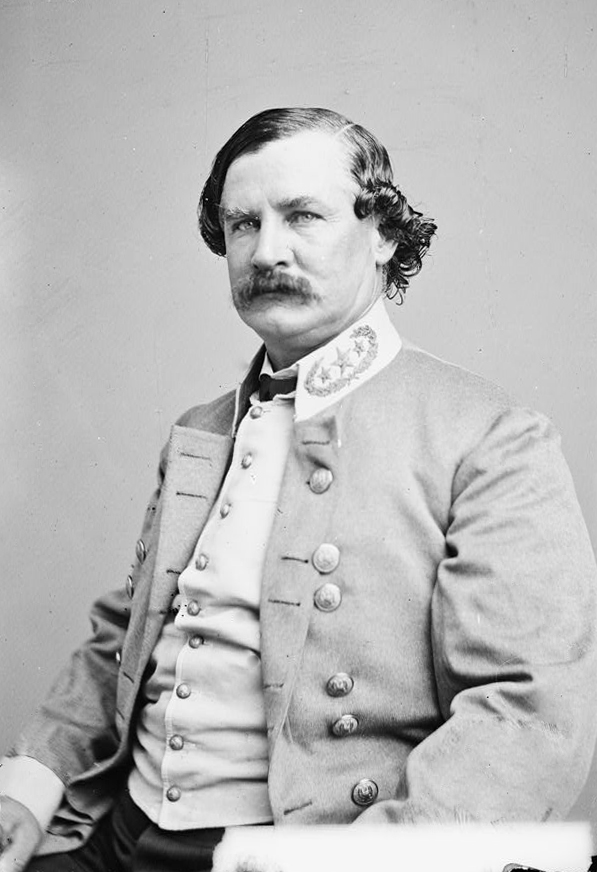
Benjamin F. Cheatham
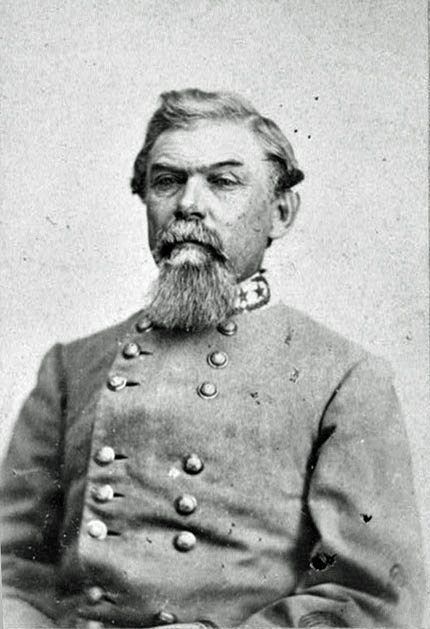
William J. Hardee
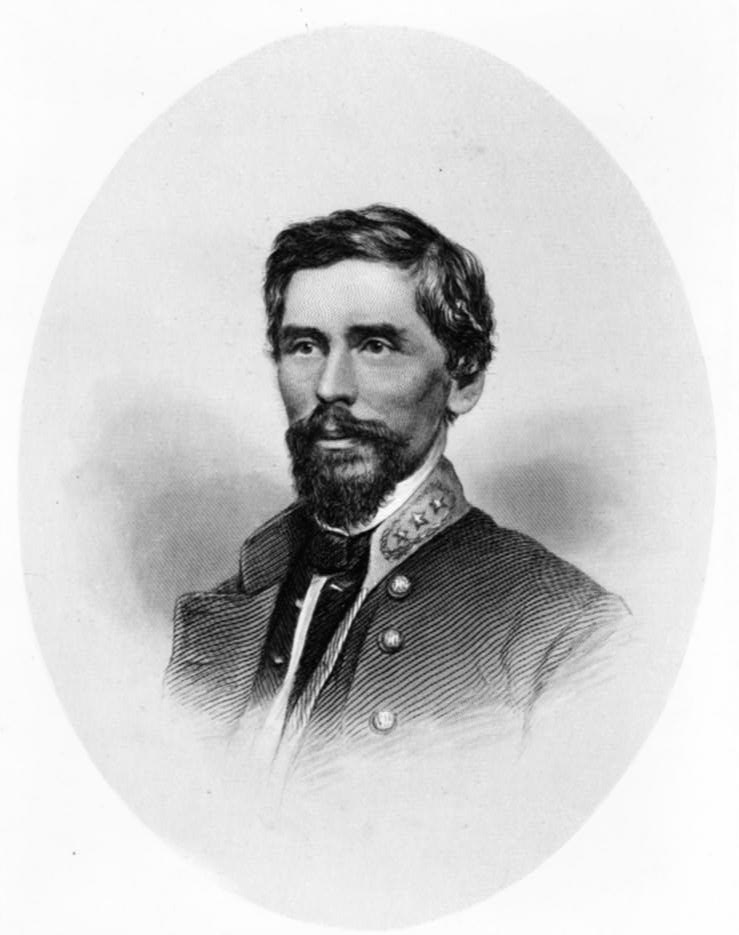
Patrick Cleburne